# Цибулеве (станція)
Цибулеве — проміжна залізнична станція Шевченківської дирекції Одеської залізниці на лінії Імені Тараса Шевченка — Чорноліська між станціями Фундукліївка (20 км) та Чорноліська (17,6 км). Розташована в селі Михайлівка Кропивницького району Кіровоградської області.

## Історія
Станція відкрита у 1876 році.
У 1962 році станція електрифікована змінним струмом (~25 кВ) в складі дільниці Миронівка — Знам'янка.

## Пасажирське сполучення
На станції Цибулеве зупиняються приміські електропоїзди до станцій Імені Тараса Шевченка, Цвіткове, Знам'янка-Пасажирська.